# هوارد تيت
هوارد تيت (بالإنجليزية: Howard Tate)‏ هو موسيقي ومغني ومغن مؤلف أمريكي، ولد في 13 أغسطس 1939 في ماكون في الولايات المتحدة، وتوفي في 2 ديسمبر 2011 في بورلينغتون في الولايات المتحدة بسبب ابيضاض الدم وورم نخاعي متعدد.

## وصلات خارجية
- هوارد تيت على موقع IMDb (الإنجليزية)
- هوارد تيت على موقع ميوزك برينز (الإنجليزية)
- هوارد تيت على موقع أول ميوزيك (الإنجليزية)
- هوارد تيت على موقع ديسكوغز (الإنجليزية)